# Testimonium
Testimonium es el 13° álbum de estudio del dúo de metal gótico Lacrimosa, lanzado el 25 de agosto de 2017. El carismático líder de la banda, Tilo Wolff, dedicó este álbum a los grandes artistas que murieron en 2016. Testimonium es un réquiem en cuatro actos en memoria de David Bowie, Glen Frey (Eagles), Colin Verncomb (Black), George Martin (productor de The Beatles), Prince, Leonard Cohen, George Michael, Carrie Fisher y Debbie Reynolds. 

## Canciones
Act 1:
1. 01. Wenn unsere Helden sterben
2. 02. Nach dem Sturm

Act 2:
1. 03. Zwischen allen Stühlen
2. 04. Weltenbrand
3. 05. Lass die Nacht nicht über mich fallen

Act 3:
1. 06. Herz und Verstand
2. 07. Black Wedding Day
3. 08. My Pain

Act 4:
1. 09. Der leise Tod
2. 10. Testimonium